# Xã Hanover, Quận Licking, Ohio
Xã Hanover (tiếng Anh: Hanover Township) là một xã thuộc quận Licking, tiểu bang Ohio, Hoa Kỳ. Năm 2010, dân số của xã này là 2.705 người.